# 성 엘리사벳 대성당

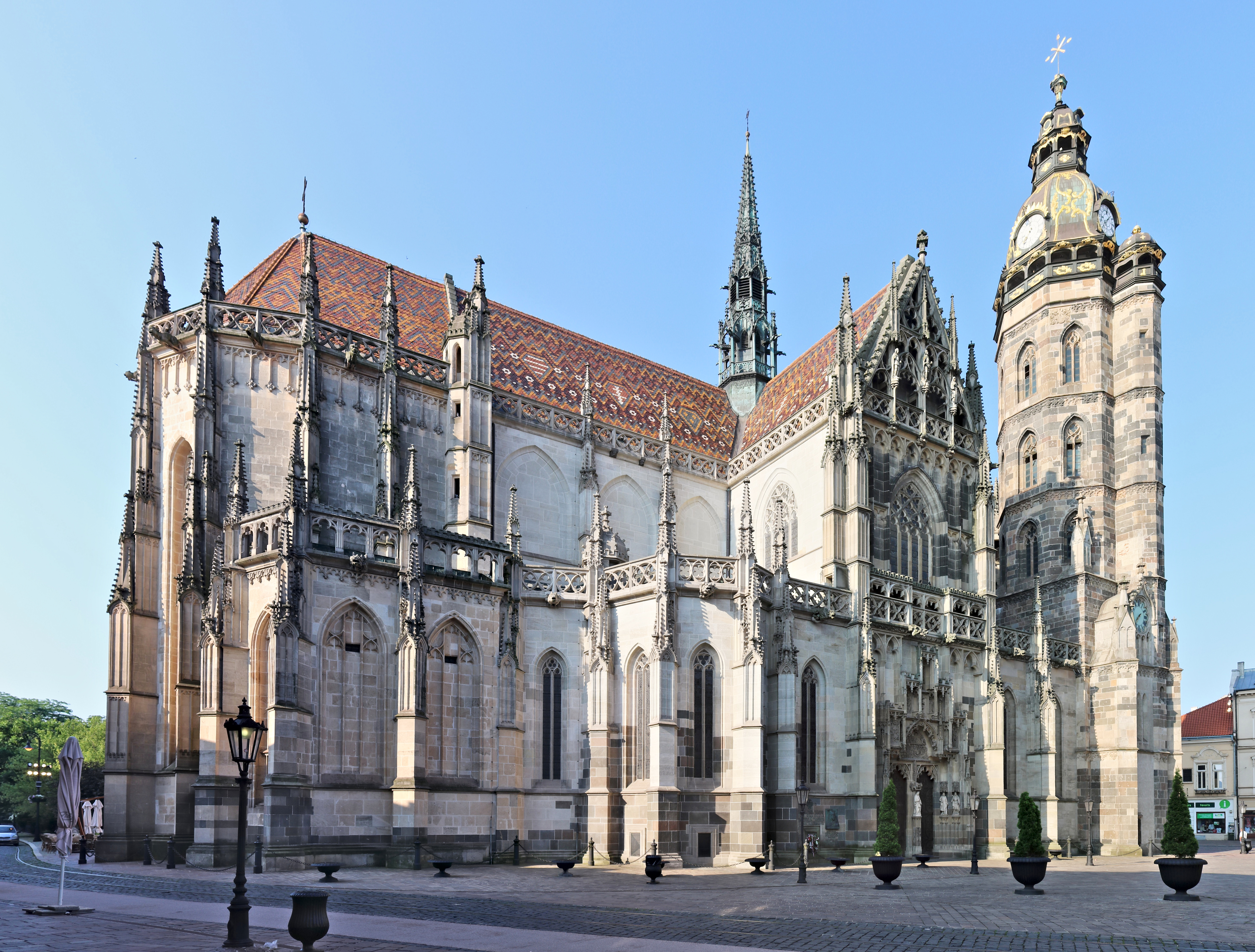
성 엘리사벳 대성당

성 엘리사벳 대성당(슬로바키아어: Dóm svätej Alžbety)은 슬로바키아 코시체에 있는 성당이다. 고딕 양식의 대성당으로, 슬로바키아에서 가장 큰 성당이자 유럽에서 가장 동쪽에 있는 고딕 양식의 대성당 중 하나다.
역사 및 고고학 자료에 따르면 오늘날의 대성당은 헝가리의 엘리자베트에게 봉헌된 이전 교회 자리에 지어졌다. 1283년과 1290년의 문서에서 언급되었는데, 이 문서에서 에게르의 주교인 앤드류 2세가 교회의 관할권에 대해 언급했다.